# حبق مفترش
حبق مفترش (الاسم العلمي:Ocimum decumbens) هو نوع من النباتات يتبع جنس الحبق من الفصيلة الشفوية.